# California Games II
California Games II è un videogioco sportivo multievento pubblicato da Epyx nel 1990 per MS-DOS, nel 1992 per  Amiga e Super Nintendo (quest'ultima versione convertita da Silicon Sorcery) e nel 1993 per Sega Master System; è il seguito di California Games.

## Modalità di gioco
Come il predecessore, il gioco predispone una serie di attività sportive a varie combinazioni di gestione, decise personalmente ed in ogni partita dal giocatore. Queste attività sono tutte accomunate dalla possibilità di essere eseguite in un territorio come quello californiano, dove a spiagge sterminate si associano nell'entroterra scenari montuosi e strutture urbane periferiche molto vaste. Gli sport che il giocatore può scegliere di praticare sono il surf, lo skateboard, il jet ski, lo snowboard e il deltaplano. 
Si può eseguire una singola prova sportiva nelle dette modalità, terminata la quale si viene automaticamente riportati sulla schermata principale, dove scegliere la successiva impresa, oppure organizzare un piccolo torneo con altri giocatori, selezionando secondo un preciso ordine d'esecuzione alcune o tutte le discipline sportive offerte dal gioco, e quindi portarle avanti assistendo ad una progressiva eliminatoria per punti.

### Difficoltà
Non tutti gli sport praticabili in California Games II presentano lo stesso livello di difficoltà, né la stessa durata e drammaticità. La pratica dello jet ski è certamente la più movimentata e coinvolgente, data la buona variabilità di scenari e di moto d'acqua che il giocatore ha a disposizione. I voli in deltaplano sono altrettanto coinvolgenti e complessi, in quanto è possibile eseguire svariate acrobazie in aria e sull'acqua (l'atleta spicca infatti il volo da un promontorio sul mare) ed inoltre rispetto agli altri sport (escluso il surf) non ha limiti di tempo. Risultano invece più monotoni e meccanici lo snowboard e lo skateboard, poiché in entrambi i casi il giocatore dovrà raggiungere una meta percorrendo una strada sempre identica (una ripida montagna nel primo caso, un enorme condotto fognario nel secondo), con limiti di tempo. Nello snowboard, soprattutto, dove le acrobazie eseguibili dal giocatore sono ridotte ad un intervallo tra la zona innevata della montagna e quella che scende a valle fino in spiaggia, le variabili esecutive sono quasi pari a zero, e l'abilità del giocatore si riduce a far saltellare l'atleta tra un ostacolo e l'altro senza superare un determinato numero di cadute. La pratica del surf, infine, consiste nel percorrere chinati sulla tavola un breve percorso marino sospinti da un'onda ed evitando alcuni ostacoli (sempre gli stessi e sempre negli stessi punti) fino ad approdare a riva; pertanto si riduce ad un esercizio mnemonico.

## Altre caratteristiche
Uno dei pregi formali del prodotto è costituito senz'altro dall'ironia, intelligentemente distribuita in immagini e avvenimenti legati alle varie discipline. In ogni scenario sportivo sono presenti spunti umoristici ora specifici della disciplina con cui si sta giocando, ora generici ma efficaci. Per esempio, nello scenario del surf, al momento di gettarsi in mare è possibile essere inghiottiti da uno squalo cadendo a capofitto nelle sue fauci. Nello scenario del deltaplano, invece, se si transita spesso nelle vicinanze del promontorio di lancio, è possibile assistere in lontananza ad un incidente automobilistico tra un'utilitaria ed un camion, oppure precipitando in mare col deltaplano può capitare di essere mangiati ancora una volta da uno squalo. Dal momento che nessuna di queste gag ha effetti sull'evoluzione qualitativa della partita, il loro inserimento risulta puramente ironico. Anche il linguaggio con cui il giocatore viene guidato nella scelta degli sport e nella consultazione dei risultati dei tornei è umoristico, gergale e sportivo.
Allo stesso modo in cui in ogni parte del gioco sono presenti trovate divertenti, vi si riscontrano scelte stilistiche di gusto indubbiamente macabro, anche se sempre divertito. Per tutte le discipline sportive, in caso di gravi incidenti, sono previsti finali più o meno tragici, ma escogitati in modo da lasciar sempre spazio allo humor. Per esempio, se l'atleta dello skateboard interrompe la sua corsa schiantandosi sanguinosamente contro una parete del condotto fognario, si assiste subito dopo ai suoi funerali, dove una lapide formata dal suo skateboard divide partecipanti in pompa magna da amici punk in lacrime. Oppure, nello scenario del surfista, qualora questo incappasse in uno degli ostacoli lungo il percorso, è prevista una scena tragica variabile, dove sulla rena bagnata giunge la sola tavola da surf, il surfista moribondo o lo stesso già morto. Le scene più sanguinose sono censurate nelle versioni per console.